# Albierz
Albierz (Alberus) (zm. w 1283) – biskup włocławski (kujawsko–pomorski). 

## Życiorys
Nie zachowało się o nim zbyt dużo informacji. Pochodził z rodziny nieszlacheckiej, prawdopodobnie mieszczańskiej. Pierwsze wzmianki go dotyczące, mówią o Albierzu jako kapelanie biskupa włocławskiego Michała. Około 1250 roku został archidiakonem. Od 1258 roku był dziekanem włocławskim. Biskupem włocławskim został w 1275 roku. 
Ówczesne biskupstwo włocławskie obejmowało również obszar Pomorza Gdańskiego. Stąd Albierz brał udział w rozstrzyganiu sporów granicznych pomiędzy księciem pomorskim Mściwojem II (Mestwinem II) a Krzyżakami. Zapewnił przy tym biskupstwu włocławskiemu szereg nowych nadań książęcych w archidiakonacie pomorskim biskupstwa. Biskupstwo kujawsko-pomorskie miało także majątki w ziemi chełmińskiej należącej do Zakonu. Albierzowi udało się zawrzeć z Krzyżakami porozumienie dotyczące korzystania przez biskupstwo z tych posiadłości. 
Albierz zmarł w grudniu 1283 roku. Został pochowany w katedrze włocławskiej lub w kościele dominikańskim w Brześciu Kujawskim.